# Xanthotis
Xanthotis är ett fågelsläkte i familjen honungsfåglar inom ordningen tättingar: Släktet omfattar här tre arter som förekommer på Nya Guinea och i nordöstra Australien:
- Gråhalsad honungsfågel (X. flaviventer)
- Fläckig honungsfågel (X. polygrammus)
- Cairnshonungsfågel (X. macleayanus)

Kandavuhonungsfågel (Meliphacator provocator) placerades tidigare i Xanthotis.